# Moussa Dadis Camara
Pour les articles homonymes, voir Camara.
Cet article possède un paronyme, voir Moussa Camara.
Moussa Dadis Camara (), né le 29 décembre 1964 à Koulé (Nzérékoré), est un militaire et homme d'État guinéen, au pouvoir du 24 décembre 2008 au 15 janvier 2010.
Président de la junte militaire Conseil national pour la démocratie et le développement (CNDD) après la mort de Lansana Conté, il s'autoproclame président de la république de Guinée.
Blessé à la tête par son aide de camp Aboubacar Sidiki Diakité, il est hospitalisé au Maroc puis au Burkina Faso. Il doit quitter ses fonctions après plusieurs semaines de convalescence.
Il vit pendant douze ans en exil avant de revenir en Guinée, où il est arrêté et jugé pour son rôle dans les massacres du 28 septembre 2009 et condamné le 31 juillet 2024 à vingt ans de prison pour crimes contre l'humanité.
Le 28 mars 2025, Moussa Dadis Camara est gracié par Mamadi Doumbouya, le président de la transition.

## Biographie

### Origine et formation
Moussa Dadis Camara — également appelé Moïse Dadis Camara depuis sa conversion au catholicisme en 2010, — né le 29 décembre 1964 à Koulé (Nzérékoré) en Guinée forestière.

#### Formation générale
Il fait ses études primaires et secondaires à Nzérékoré, sanctionnées par un baccalauréat en sciences mathématiques au lycée Samory-Touré. En 1986, il intègre l'université Gamal-Abdel-Nasser de Conakry, et obtient, en 1989, une licence en économie et finance.

#### Formation militaire
En 1990, inspiré par le président du Faso Blaise Compaoré, Moussa Dadis Camara intègre l'armée guinéenne, et poursuit sa formation à la base à Kindia, à 137 km de la capitale. Il suit des cours d’officier à Dresde, puis obtient un brevet de chef de section en gestion à Brême (Allemagne), et intègre une brigade franco-allemande. À son retour de l'Occident, en 1999, il devient intendant-adjoint au sein des forces des Nations unies pour la Sierra Leone (UNAMSIL). De 2000 à 2001, il est le chef de la Section Essence à la direction générale de l'Intendance militaire des armées de Guinée. Il repart en Allemagne en 2004, et effectue des études en capitainerie d’intendance et de logistique à l’École d’Infanterie de Hambourg, puis suit des cours pratiques de troupes aéroportées d'où il obtiendra un brevet de parachutiste-commando. Entre 2005 et 2007, Moussa Dadis Camara occupe le poste de Chef de section des Essences et Ravitaillement à l'Intendance militaire des forces armées, puis, en 2008, celui de directeur général des Essences et Lubrifiants. Entre-temps, il suit des cours à l'État major à l'École militaire inter-armée (EMIAG), en Guinée.

### Prise de pouvoir
Quelques heures après l'annonce de la mort de Lansana Conté, deuxième président de la république de Guinée, le capitaine Camara, jusqu'alors inconnu du grand public, apparaît à la radio-télévision guinéenne pour annoncer la suspension de la Constitution et de toutes les institutions républicaines ainsi que la dissolution du gouvernement. Aboubacar Somparé était alors le successeur constitutionnel de Conté. Il prononce un discours à caractère social, dénonçant le désespoir profond du peuple de Guinée, la complicité des dignitaires du pouvoir dans le pillage des ressources du pays et leur incapacité à fournir à la population les services de base.
Le 23 décembre 2008, il devient porte-parole du Conseil national pour la démocratie et le développement (CNDD),. Le lendemain, il est désigné chef de la junte, puis il s'autoproclame président de la république de Guinée intérimaire,. Il promet des élections « libres, crédibles et transparentes »..

### Président de la République

#### Débuts

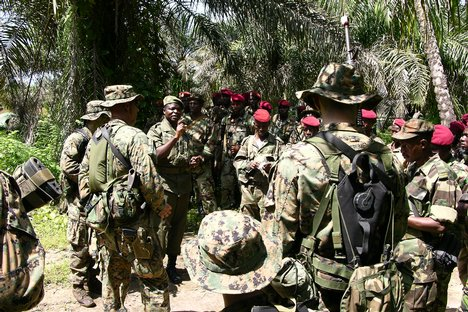
Moussa Dadis Camara prononçant un discours, en 2009.

Le 30 décembre 2008, comme promis à la prise du pouvoir, il nomme le banquier Kabiné Komara à la fonction de Premier ministre.
À la suite de la rencontre entre le CNDD et le secrétaire d'État français à la Coopération Alain Joyandet, le 4 janvier 2009, le capitaine Moussa Dadis Camara réitère l'engagement de la junte à organiser des élections libres et transparentes, auxquelles ni les membres du CNDD, ni les membres du futur gouvernement de transition ne seront candidats, à la fin décembre 2009. Cependant en avril 2009, Dadis Camara menace de se présenter à la présidentielle de décembre 2009 si les chefs d'opinion ne cessent de s'« acharner » contre le CNDD.
À son arrivée au pouvoir, la Guinée, selon les populations, était considérée comme l'une des plus grandes plaques tournantes de la drogue de la sous-région ouest-africaine.  Afin d'attirer les investisseurs, le président guinéen cherche à rassurer les opérateurs économiques. Ainsi les interpellations se multiplient à Conakry, impliquant des protégés de l'ancien régime autoritaire tels qu'Ousmane Conté (le fils ainé de l'ex-président), Saturnin Bangoura (le beau-frère du général Lansana Conté) ou encore Lansana Camara (fils du général Kerfalla Camara (ancien chef d’État-major général des forces armées guinéennes)). 
Ces multiples arrestations de hauts fonctionnaires ou d'officiers supérieurs valent à Dadis Camara l'estime de son peuple voyant en cela la volonté de rompre avec la culture de l’impunité cultivée depuis longtemps et la corruption généralisée. La lutte contre les narcotrafiquants sera médiatisée avec des procès télévisés — plus tard appelés « Dadis Show » — contribuant à la propagande du CNDD. Même si Moussa Dadis Camara est considéré actuellement par l'ONU comme un acteur important dans la lutte contre le narcotrafic en Afrique de l'Ouest, le problème de l'absence de chiffres réels demeure. Le 8 août 2009, le président Moussa Dadis Camara reçoit, en présence du président sénégalais Abdoulaye Wade, l'oscar du Mérite du Conseil international des manageurs africains (CIMA) pour son combat contre les narcotrafiquants et pour la moralisation économique.

#### Massacres du 28 septembre 2009
Le 28 septembre 2009, à la suite d'un meeting organisé dans l'enceinte du plus grand stade de Conakry, l'armée guinéenne tire à balles réelles sur les manifestants, occasionnant 157 morts selon les ONG, qui font aussi état de milliers de blessés et de nombreux viols. La communauté internationale a fermement condamné cette violente répression, et le président Camara explique cet événement par l'indiscipline de ses forces armées, et déplore le décès de « ceux qui l'ont amené au pouvoir ». Ce massacre engendre la démission du porte-parole du gouvernement et des ministres de l'Agriculture et de la Fonction publique, fait sans précédent en Guinée.
La France, par la voix de Bernard Kouchner, décide de suspendre sa coopération militaire avec le CNDD, et demande, conjointement avec les États-Unis, une enquête internationale. La Cour pénale internationale (CPI) donne une suite favorable à cette requête et la France appelle ses 2 500 ressortissants à quitter la Guinée en raison de la détérioration de la situation. L'International Crisis Group met de son côté en garde contre une « guerre civile qui pourrait déstabiliser l'Afrique de l'Ouest, s'il n'est pas mis rapidement fin au régime militaire ».
Devant les pressions internationales, Moussa Dadis Camara affirme, le 17 octobre 2009, n'avoir « peur de rien ». Mais le 21 décembre suivant, le rapport de la Commission d'enquête internationale estime qu'au moins 156 personnes ont été tuées dans la répression et que 109 femmes ou jeunes filles ont été violées, voire parfois mutilées. Les enquêteurs de l'ONU parlent de « crime contre l'humanité » et en imputent notamment la responsabilité à Moussa Dadis Camara, pour lequel ils réclament la saisie de la Cour pénale internationale.
À la suite du massacre du 28 septembre, des dissensions apparaissent au sein du CNDD. Le général Sékouba Konaté essaye de faire arrêter Aboubacar « Toumba » Diakité par Claude Pivi, mais Dadis s'y oppose. Sous la pression de l'enquête internationale, Dadis Camara semble se désolidariser des responsables des violences.
Toumba, quant à lui, accuse Dadis Camara d'avoir commandité les massacres et d'avoir voulu lui rejeter la responsabilité, affirmant avoir aidé des opposants à échapper aux violences, version confirmée par François Louceny Fall, ancien Premier ministre, mais remise en cause par un rapport de Human Rights Watch.

#### Tentative d'assassinat et départ du pouvoir
Le 3 décembre 2009, Moussa Dadis Camara se rend au camp militaire Koundara, base de son aide de camp et chef de la garde présidentielle, Aboubacar Sidiki Diakité. Celui-ci tire sur Dadis Camara, le blessant à la tête et au cou. Le chef de l’État est transféré le lendemain à Rabat (Maroc), afin d'y être hospitalisé dans une « situation difficile mais pas désespérée », d'après le président burkinabé Blaise Compaoré. En attendant de plus amples informations, l'intérim est assuré par le no 2 de la junte, le général Sékouba Konaté ; une récompense de 200 millions de francs guinéens en plus d'une villa est promise à qui retrouvera Aboubacar Diakité ou donnera des informations pouvant le localiser.
Le 12 janvier 2010, à la surprise générale, Moussa Dadis Camara quitte le Maroc, où il était hospitalisé depuis le 4 décembre, pour Ouagadougou (Burkina Faso). Ses partisans en Guinée appellent alors à son maintien au pouvoir et des rassemblements en son soutien s'organisent. Toujours président de la République, Moussa Dadis Camara est rejoint par le président intérimaire, Sékouba Konaté, en vue de négociations, sous l'égide de Blaise Compaoré. Un accord est trouvé le 15 janvier, et Camara renonce au pouvoir, officiellement pour des raisons de santé.
En réalité, selon les télégrammes de la diplomatie américaine révélés par WikiLeaks, les gouvernements français et américains, en accord avec Mohammed VI, ont profité de son hospitalisation à Rabat pour lui trouver un successeur et le forcer à l'exil. Français et Américains se méfiaient de Dadis Camara depuis le massacre de 2009 et craignaient que ses ambitions militaires (recrutement de mercenaires, achats d'armes) ne soient une menace pour la stabilité de la région.

### Exil au Burkina Faso
Au Burkina Faso, il se convertit au christianisme en 2010 et change son nom en « Moïse Dadis Camara ». Il y réside sous la protection du président Blaise Compaoré, à condition de ne pas faire de politique, tandis que sa sécurité est supervisée par Gilbert Diendéré, aide de camp de son hôte.
À l'occasion de l'élection présidentielle guinéenne de 2010, toujours en exil, il ne donne aucune consigne de vote, appelant « tous les électeurs de [son] pays [à] voter [pour] le candidat de leur choix ».
Le 20 décembre 2010, il fait part de son intention de rentrer en Guinée.
Moussa Dadis Camara annonce son intention de se présenter à l’élection présidentielle guinéenne du 11 octobre 2015. En juin 2015, Cellou Dalein Diallo, dirigeant de l'UFDG et principal rival du président sortant, annonce avoir formé une alliance politique avec Dadis Camara, sachant que ce dernier reste une figure populaire dans la Guinée forestière. Du coup, la justice guinéenne s'active pour juger son rôle dans le massacre du 28 septembre 2009 et discréditer sa candidature à la présidentielle, et l'inculpe le 8 juillet 2015 des chefs d'accusation suivant : complicité d’assassinats, séquestrations, viols, coups et blessures. Le 14 août 2015, Dadis Camara achète un billet pour rentrer en Guinée, mais y renonce après avoir été averti que les États guinéen et ivoirien s'y opposeraient. Le 26 août, il prend finalement l'avion pour Conakry, mais le vol est dérouté à Accra : Alpha Condé aurait appelé en urgence le président ivoirien, Alassane Ouattara, pour lui demander de bloquer l'arrivée de Dadis Camara. Son avocat a déclaré qu'il porterait plainte pour « mise en danger de la vie d'autrui ». Le Front patriotique pour la démocratie et le développement (FPDD), parti politique de Dadis Camara, accuse le gouvernement guinéen d'empêcher son retour au pays pour se présenter devant la justice et prouver son innocence. Début septembre 2015, la Cour constitutionnelle ne retient pas la candidature de Dadis Camara à la présidentielle.
En octobre 2016, Camara se retire de la présidence de son parti, les Forces patriotiques pour la démocratie et le développement (FPDD), et annonce qu'il ne participera pas aux prochaines élections communales et législatives.

### Retour en Guinée et procès

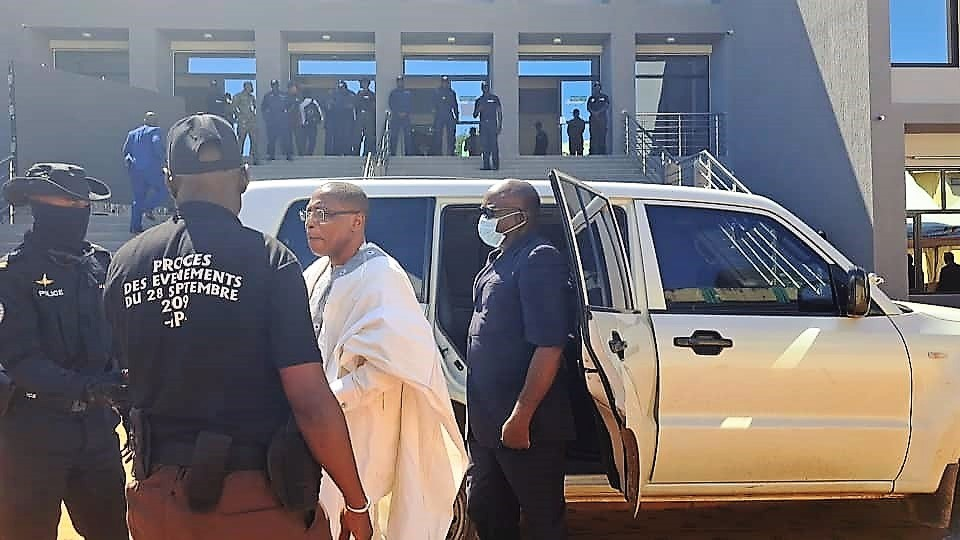
Arrivée de Moussa Dadis Camara à son procès, le 28 septembre 2022.

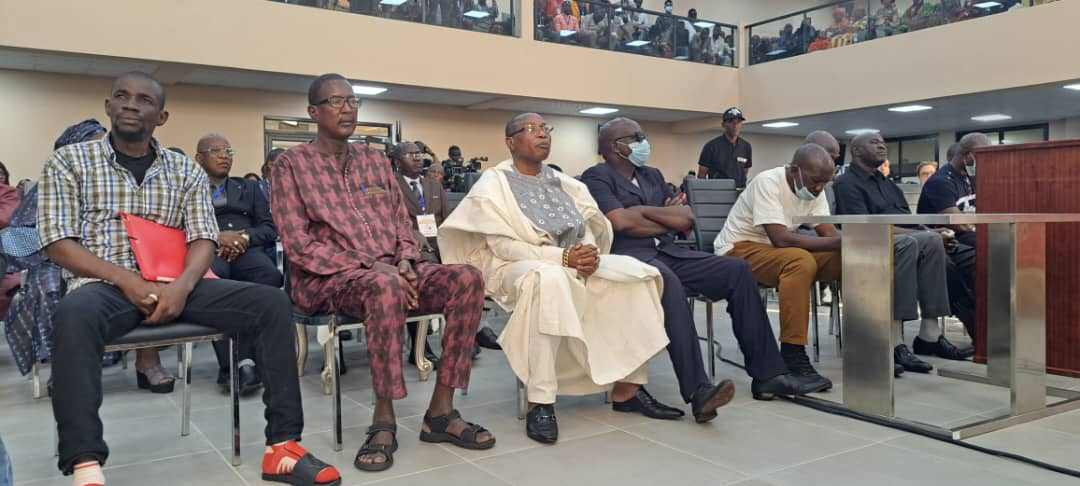
Accusés au procès des massacres de 2009 (au premier jour d'audience).

La junte au pouvoir en Guinée en 2021 autorise Camara et Sékouba Konaté à revenir en Guinée, en invoquant des motifs « humanitaires »
Le 22 décembre 2021, Moussa Dadis Camara rentre en Guinée par l'aéroport international Ahmed Sékou Touré, Bible et Coran à la main. En référence à sa mise en examen pour le massacre de 2009, il indique « [s]e mettre à la disposition de la justice, car personne n'est au-dessus de la loi »,.
À la veille du procès des massacres du 28 septembre, Moussa Dadis Camara est placé sous mandat de dépôt et déféré à la Maison centrale de Conakry. Il doit rester incarcéré le temps du procès au même titre que Toumba Diakité car leurs demandes de remise en liberté ont été rejetées.
Le 5 décembre 2022, appelé à la barre pour témoigner dans le cadre du procès des massacres de septembre 2009, il explique « être souffrant » et ne pas pouvoir s'exprimer. Ses avocats indiquent qu'il souffre d'une grippe aigüe et d'un paludisme qui l'affaiblissent. Le président du tribunal a accepté de lui accorder un délai d'une semaine avant de l'entendre à nouveau.
Une semaine plus tard, il se présente face au tribunal pour se défendre et évoque d'emblée un « complot » contre lui, niant sa responsabilité dans les massacres du stade de Conakry datant du 28 septembre 2009,. Le 13 décembre, lors de sa deuxième comparution, il est victime d'une dysphonie l'empêchant de s'exprimer, ce qui pousse le juge à repousser de nouveau son audience.
De retour devant le tribunal le 19 décembre, il reste sur la même ligne de défense, niant toute responsabilité dans les massacres du 28 septembre 2009. Il indique que le jour du drame, il a été forcé par Toumba Diakité, son ancien bras droit, à rester dans son bureau tandis que son assistant est allé au stade commettre les massacres. Nommant certains responsables, il rejette la faute sur les autres et affirme que seuls ses ministres ont la responsabilité des événements dont il n'avait pas connaissance. Peu à peu, il perd son calme au fil de l'audience et s'énerve lorsque le tribunal qualifie son régime de dictature. Début janvier 2023, il maintient un comportement agacé face à la cour qui l'interroge tout en affichant ouvertement son impatience et en rappelant son innocence.
Le 18 janvier 2023, il réaffirme sa version de la théorie du complot et se dit victime des événements du 28 septembre. Il en profite aussi pour charger encore Toumba Diakité qu'il estime être à l'origine des massacres. Blaise Goumou, un ancien gendarme qui lui succède à la barre, charge lui aussi Toumba Diakité qu'il estime responsable des massacres. Il affirme même l'avoir vu tirer dans le stade.
Le 4 novembre 2023 à l’aube, il s’évade de la plus grande prison de Conakry grâce à un commando armé qui libère également trois autres anciens responsables du gouvernement,. L'attaque cause neuf morts dans le processus (quatre membres des forces de sécurité, trois assaillants, deux civils) ; Dadis Camara et deux autres détenus sont recapturés le jour-même, mais le dernier évadé, Claude Pivi, reste en fuite.
Le 22 mai 2024, le procureur au procès du massacre du 28 septembre 2009 requiert une condamnation à la réclusion criminelle à perpétuité contre Moussa Dadis Camara.
Le 31 juillet 2024, Moussa Dadis Camara est reconnu coupable de « crimes contre l'humanité » dans les massacres survenus en 2009, et est condamné à vingt ans de prison. Le lendemain du verdict, les avocats de Moussa Dadis Camara disent être surpris de sa condamnation, relèvent appel et se réservent le droit de porter plainte à la cour de justice de la CEDEAO pour multiples violations de droit de leur client,,.
Le 28 mars 2025, Moussa Dadis Camara est gracié par Mamadi Doumbouya, le président de la transition, pour « raison de santé »,,. Le 1er avril 2025, l’Organisation des Nations unies demande l’annulation de la grâce accordée à Moussa Dadis Camara et plusieurs Organisation de défense de droits de l'homme s'indigne de sa libération notamment Human Rights Watch, la FIDH, l’OGDH ou encore l’AVIPA,. Parallèlement d'autres personnes salue la volonté d'une réconciliation nationale,.
Dans la nuit du samedi 13 avril 2025, Moussa Dadis Camara s’est envolé pour le Maroc, où il doit suivre des soins médicaux.